# Прокл (царь Спарты)
Прокл (др.-греч. Προκλέης, Προκλῆς «прославленный») — легендарный царь Спарты, сын Аристодема и Аргии, брат-близнец Еврисфена. Потомок Геракла. Жена — Анаксандра. Его дядя Ферас правил Спартой во время его малолетства. Царствовал 49 лет. Прожил на 2 года меньше брата, но славой подвигов превзошел его.
Прокл был женат на Анаксандре, сестре-близнеце жены его брата Еврисфена. Девушки были дочерьми Ферсандра, сына Агамедида царя клеестонийцев и правнука сына Геракла Ктесиппа.